# François Cyrille Grand’Eury
François Cyrille Grand’Eury, genannt Cyrille, (* 9. März 1839 in Houdreville, Département Meurthe; † 22. Juli 1917 in Malzéville) war ein französischer Paläobotaniker, Geologe und Bergbauingenieur. Sein offizielles botanisches Autorenkürzel lautet „Grand’Eury“.

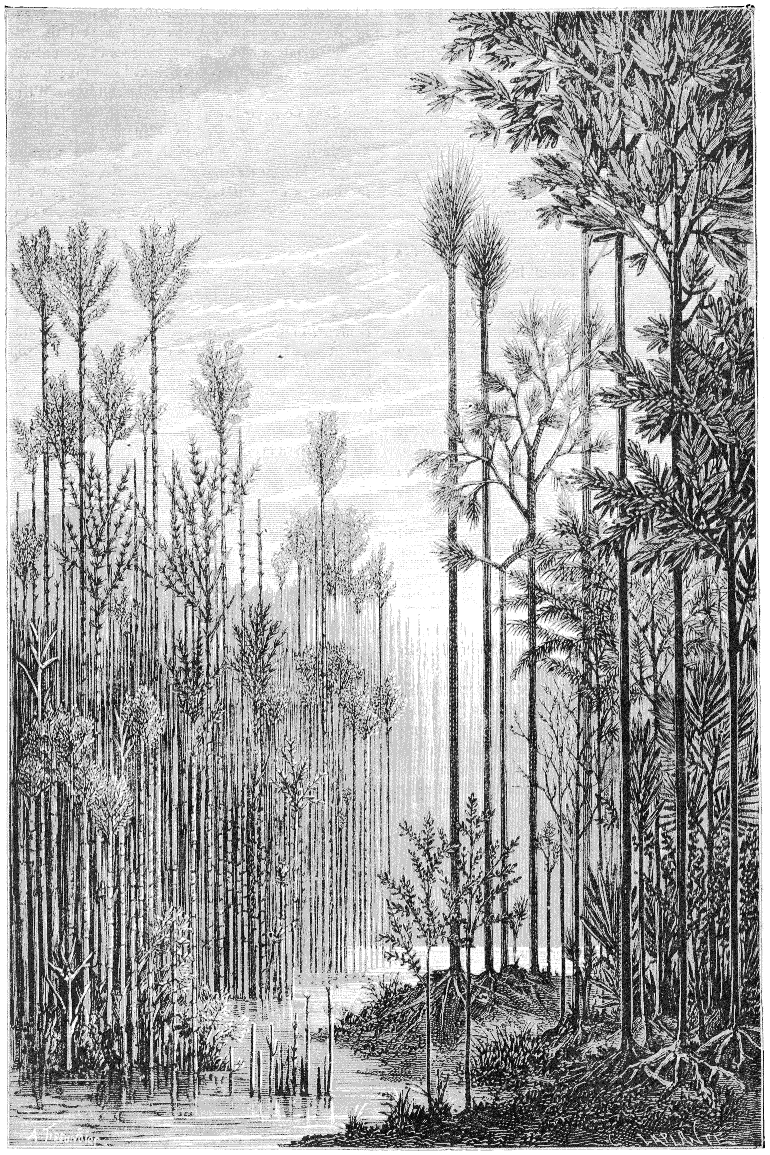
Rekonstruktion der Karbon-Wälder nach Grand’Eury 1873

Grand’Eury studierte bis 1859 an der Bergbauschule (École des Mines) in Saint-Étienne und arbeitete dann bei der Bergwerksgesellschaft Roche-la-Molière et Firminy. Aus gesundheitlichen Gründen musste er seine Tätigkeit aufgeben und wurde 1863 Repetitor für Mathematik an seiner alten Bergbauschule in Saint-Étienne.
Dort begann er mit einer systematischen Erforschung der Karbon-Flora der Umgebung von St. Étienne und allgemein des Steinkohlebeckens der Loire. Er veröffentlichte zu diesem Thema schon 1869 und seine große Monographie dazu wurde 1877 von der Académie des sciences veröffentlicht. 1879 erhielt er dafür an der Sorbonne das Kreuz der Ehrenlegion überreicht. 1882 bis 1890 untersuchte er in gleicher Weise die fossile Flora der Steinkohlevorkommen im Département Gard.
1883 bis 1899 war er Professor an der École des Mines von St. Étienne. Die meiste Zeit lebte er in St. Étienne, wo er eine Ehrenprofessur an der Bergbauschule hatte, und erst wenige Jahre vor seinem Tod zog er nach Malzéville, einem Vorort von Nancy.
Neben paläobotanischen Fragen im engeren Sinn, wie zum Beispiel zu den Cordaitales, war er auch an der Anwendung der Paläobotanik in der Stratigraphie interessiert, speziell der des Stefanium des Oberkarbon in der Umgebung von St. Étienne. In mehreren Veröffentlichungen befasste er sich auch mit der Entstehung von Kohle, wobei er den allochthonen Ursprung der Kohle vertrat: 1882 in einem Aufsatz in den Annales des Mines, in einem Vortrag vor dem Internationalen Geologenkongress 1901 und in seinem letzten großen Werk Recherches géobotaniques sur les forêts et sols fossiles von 1912, das er mit seinem Sohn Maurice verfasste, der 1916 im Ersten Weltkrieg fiel.
1877 wurde er Mitglied der Société Géologique de France. Den Prix Bordin der Académie des sciences erhielt er 1883 und wurde 1885 korrespondierendes Mitglied der Académie des sciences im Bereich Botanik. 1903 erhielt er den Prix Henri Schneider und die Goldmedaille der Société de l’industrie minérale.

Illustration aus seinem Buch von 1877

## Schriften
- Flore carbonifère du département de la Loire et du Centre de la France. 3 Bände. Imprimerie nationale, Paris 1877 (online).
- Mémoire sur la formation de la houille. In: Annales des Mines. 8e série, Band 1, 1882.
- Formation des couches de houille et du terrain houiller. Société géologique de France, 1887.
- Géologie et paléontologie du bassin houiller du Gard. Théolier, Saint-Etienne 1890 (online).
- Recherches géobotaniques sur les forêts et sols fossiles et sur la végétation et la flore houillères. Mehrere Bände. Ch. Béranger, Paris 1912–1914.